# Midlaren
Midlaren is een dorp in de gemeente Tynaarlo, in de Nederlandse provincie Drenthe. 
Het dorp ligt tussen Noordlaren en Zuidlaren en daar is ook de plaatsnaam aan ontleend. De plaats kwam in het Nederlands in 1298 voor als Middelare maar in 1323 kwam het in de huidige spelling al voor. Aan de rand van het dorp liggen 2 hunebedden (D3 en D4) op enkele meters van elkaar en van enkele oude boerenhuizen.

## Externe link

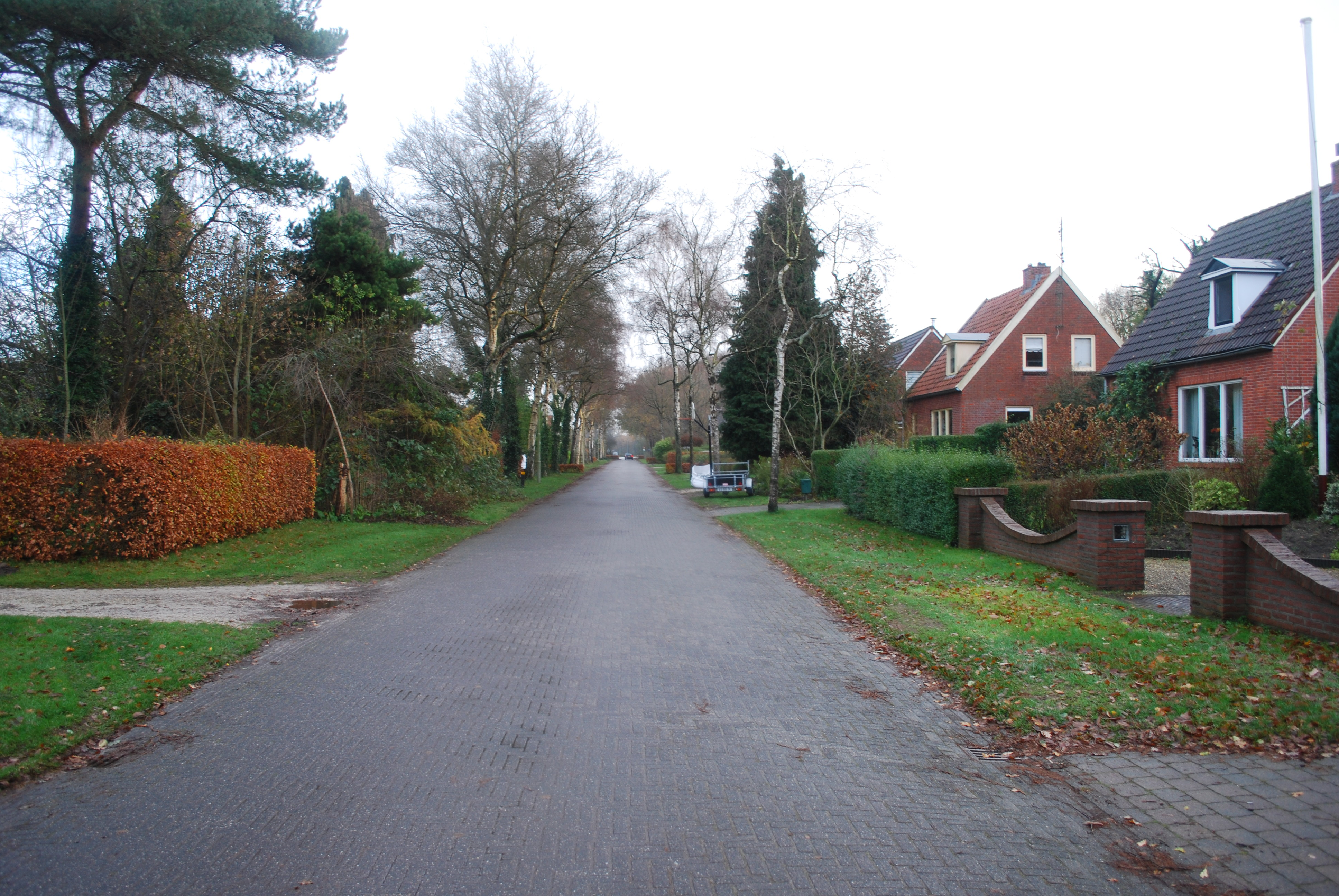
Tolhuisweg in Midlaren
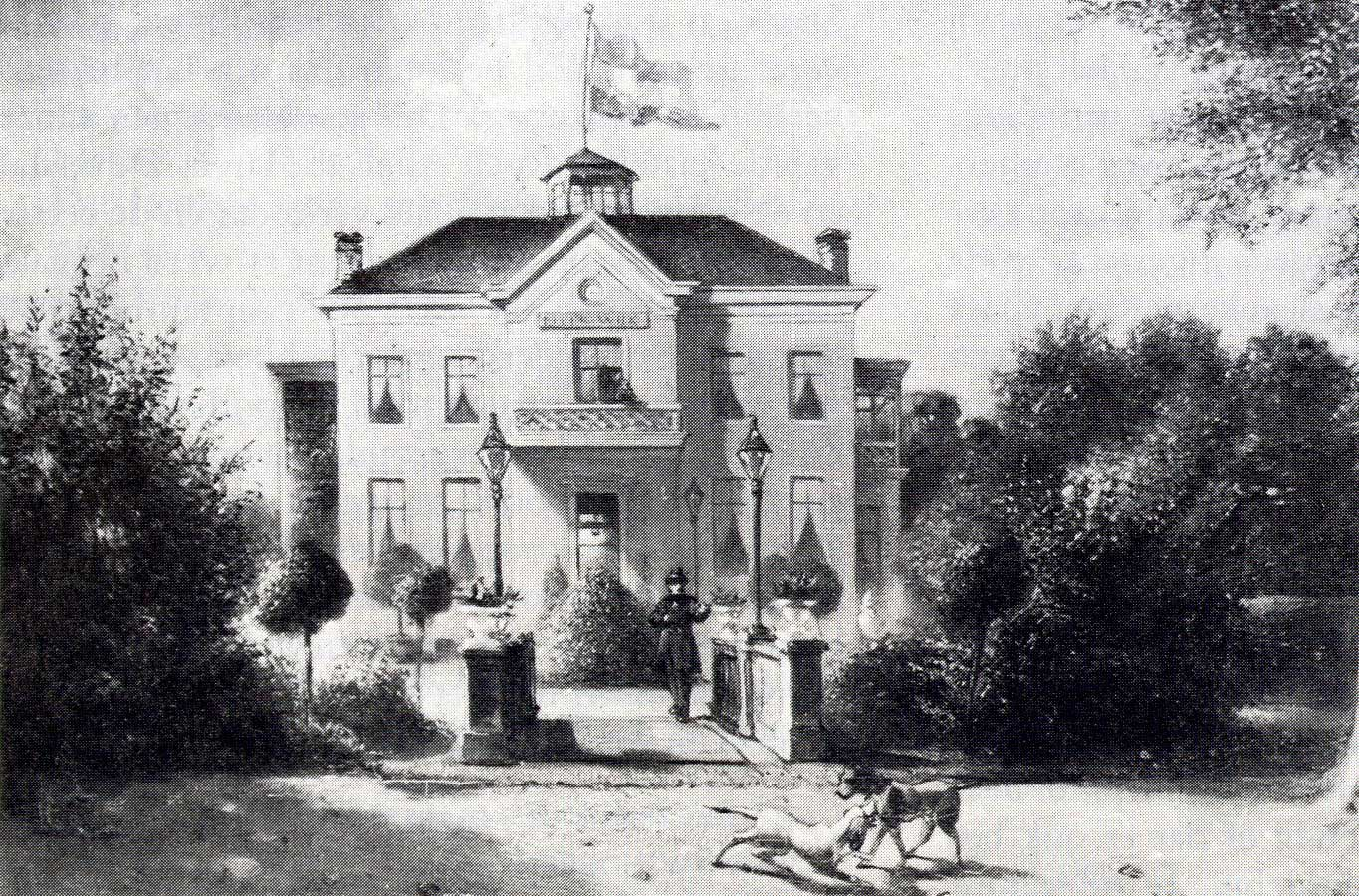
Het vroegere Meerwijk in Midlaren (afgebrand in 1942)